# Paramphisile
Paramphisile weileri
Genre
Espèce
Paramphisile est un genre fossile de petits poissons osseux. Il appartient à la famille des Centriscidae, proches des poissons-rasoirs ou poissons-canifs actuels, et à l'ordre des Syngnathiformes,.
Une seule espèce est rattachée au genre : Paramphisile weileri, décrite par le paléoichtyologue français Jacques Blot en 1980.

## Découverte et datation
Les fossiles très bien préservés de Paramphisile weileri ont été découverts sur le célèbre site paléontologique (Lagerstätte) du Monte Bolca sur la zone dite de « Pesciara », en Vénétie (Italie). Paramphisile a vécu dans les lagons tropicaux de l'océan Téthys, précurseur de la Méditerranée, au cours de l'Éocène inférieur (Yprésien), il y a environ entre 49 et 48,5 Ma (millions d'années),.
L'environnement péri-récifal tropical de l'Éocène du Monte Bolca est sous influence à la fois côtière et de mer ouverte. Dans cet environnement, les fossiles ont été préservés dans des sédiments calcaires laminés, déposés dans une dépression à faible énergie, sous un environnement anoxique.

## Description
C'est un petit poisson d'environ 7 centimètres de long. Son corps est mince, très comprimé latéralement, avec un ventre affilé comme un rasoir. La tête est étroite avec de grands yeux et un museau très long, en forme de tube, terminé à son extrémité par une petite bouche. Sur le dos est implanté un aiguillon puissant qui pointe vers l'arrière en dépassant le corps de l'animal. La nageoire caudale est petite, arrondie et située vers le bas du corps.
Paramphisile se rapproche des Centriscidae tropicaux d'aujourd'hui, et en particulier de l'espèce actuelle Centriscus cristatus, le « grand poisson-rasoir ».
C'est l'un des nombreux genres de Syngnathiformes qui vivait dans l'environnement péri-récifal et peu profond de l’Éocène du Monte Bolca. Il se nourrissait vraisemblablement de zooplancton dans les récifs ou les herbiers marins.